# Abhängigkeit von psychoaktiven Substanzen

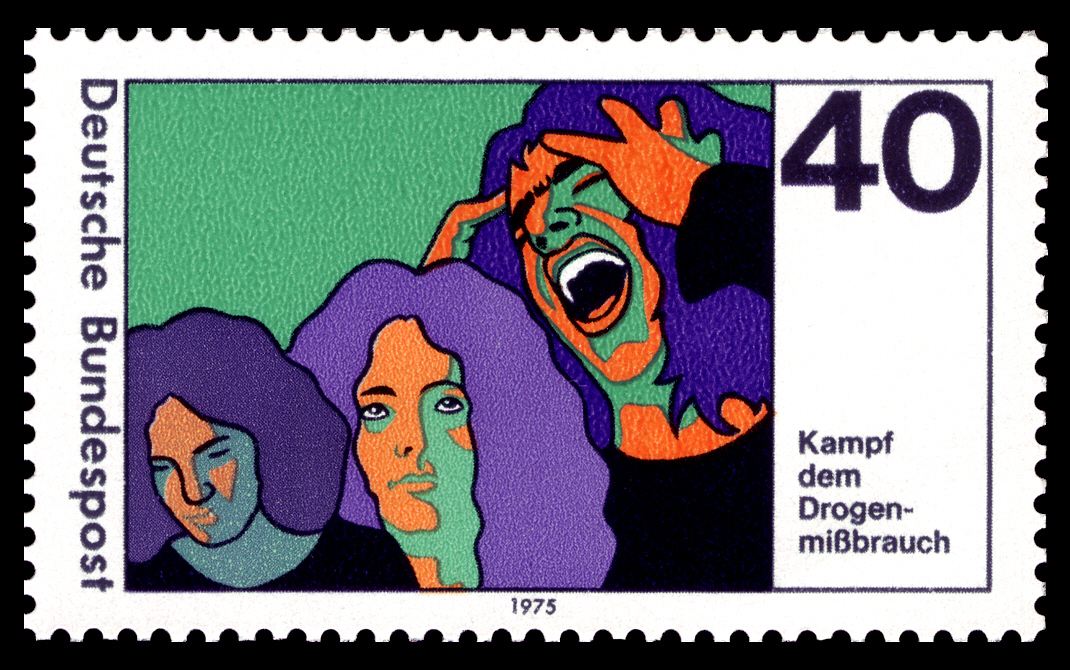
Kampf dem Drogenmissbrauch: deutsche Briefmarke von 1975

Mit Abhängigkeit von psychoaktiven Substanzen bezeichnet man eine Gruppe von gesundheitlichen Beeinträchtigungen aufgrund wiederholter Einnahme verschiedener psychotroper Substanzen. Als typisch gilt ein starkes, periodisch oder dauerhaft auftretendes Substanzverlangen. Es kann zu einer – ggf. auch fortschreitenden – Vernachlässigung anderer Verpflichtungen oder Aktivitäten kommen. Auch ein möglicher Kontrollverlust mit zwanghaftem Substanzkonsum ist nicht ausgeschlossen.
Je nach Substanz unterschiedlich stark ausgeprägt kann es zu Toleranzerhöhung und Dosissteigerung und – bei Nichteinnahme – zu Entzugserscheinungen kommen. Wenn psychoaktive Substanzen innerhalb eines sozialen Zusammenhanges eingenommen werden, ist die Abhängigkeit im Kontext komplexer Wechselwirkungen sozialer und biologischer Prozesse zu betrachten. Die Abhängigkeit von illegalen Substanzen wird umgangssprachlich auch als Drogenabhängigkeit oder Drogensucht bezeichnet.

## Medizinische Definition
Nach den Definitionen der Weltgesundheitsorganisation (WHO) – siehe Kasten oben rechts: Klassifikation nach ICD-10 – besteht Abhängigkeit typischerweise durch ein starkes Verlangen, eine Substanz einzunehmen, durch Schwierigkeiten, den Gebrauch zu kontrollieren, und durch fortgesetzten Gebrauch trotz schädlicher Folgen.

## Häufigkeit
Zur Häufigkeit der einzelnen Abhängigkeitssyndrome siehe jeweilige Hauptartikel zu den psychotropen Substanzen.
Auf der Grundlage wissenschaftlicher Studien wird die Zahl der manifest von Medikamenten abhängigen Menschen in Deutschland auf ca. 1,4–1,9 Millionen geschätzt. In etwa 80 % der Fälle handelt es sich dabei um eine Abhängigkeit von Benzodiazepinen, die ein hohes Abhängigkeitspotential aufweisen.

## Abhängigkeitspotenzial
Psychotrope Substanzen, also Denken und Gefühle beeinflussende Stoffe, können mit jeweils unterschiedlichen Potenzialen eine Person zum unbedingten erneuten Konsum veranlassen, also zur Abhängigkeit führen. Diese Eigenschaft heißt Abhängigkeitspotenzial oder Suchtpotenzial.
Das Abhängigkeitspotenzial von Substanzen mit sehr kurzer oder sehr langer Halbwertszeit soll, nach einer Theorie von Hollister (1978), niedriger sein. Es wird angenommen, dass bei schnell anflutenden Substanzen das Abhängigkeitspotenzial am höchsten ist.

### Näheres zu einzelnen Substanzen
Alkohol
Alkohol hat ein hohes Abhängigkeitspotenzial. Gemäß WHO-Schätzung hatten Stand 2016 weltweit 2,6 % der Personen ab dem Alter von 15 Jahren eine Alkoholabhängigkeit.
Cannabis
Die Wahrscheinlichkeit einer Abhängigkeit durch Cannabiskonsum wird durch eine Reihe psychosozialer Faktoren erhöht. Die Entwicklung eines Abhängigkeitssyndroms wurde einer experimentell beobachteten Unterfunktion des Belohnungssystems im menschlichen Gehirn zugeordnet.
Halluzinogene
Die Halluzinogene werden in verschiedene Kategorien eingeteilt. Psychedelika wie LSD, Mescalin, halluzinogene Pilze verursachen keine Abhängigkeit. Halluzinogene aus der Gruppe der Dissoziativa, wie Ketamin, verursachen hingegen Abhängigkeit.
Kokain und Crack
Das Abhängigkeitspotenzial von Kokain gilt als sehr hoch. Bis 1980 herrschte die Auffassung vor, Kokain verursache keine Abhängigkeit im Sinne von Entzugserscheinungen. Wenige Jahre später schlug diese Auffassung in ihr Gegenteil um, unter anderem nachdem entsprechende Veränderungen im Gehirn bekannt geworden waren. Seit den 1990er Jahren sind psychische Entzugssyndrome durch Kokaingebrauch wissenschaftlich etabliert, und zunehmend auch auf biochemischer Ebene erforscht. Die aus Kokain hergestellte Droge Crack verursacht im Vergleich eine noch stärkere Abhängigkeit, und das teilweise bereits nach recht kurzer Konsumzeit.
Medikamente
Etwa 4 bis 5 % der Medikamente besitzen ein Missbrauchs- oder Abhängigkeitspotenzial. Das trifft insbesondere für Hypnotika, Sedativa und Tranquillantien sowie für Psychostimulantien zu, außerdem für opioidhaltige Analgetika. Patienten erwarten von Medikamenten meist eine positive Wirkung, daher kann es unter Umständen schwer sein, das Gefahrenpotenzial hinsichtlich eines Missbrauches oder einer Abhängigkeit bei der Einnahme richtig einzuschätzen.
MDMA (Ecstasy)
Die Abhängigkeitsrate gewöhnlicher MDMA-Konsumenten nach den Kriterien von DSM IV wurde in einer systematischen Übersichtsarbeit von 2011 auf ca. 15 % geschätzt. Langandauernde Schäden (länger als 2 Jahre) an Nervenendigungen, die mit Dopamin oder Serotonin arbeiten, sind dagegen auch beim Menschen eine generelle Erscheinung, die also alle Konsumenten betrifft.
Tabakrauch
Für die Abhängigkeit nach Tabakrauch ist Nikotin mitverantwortlich. Vergleiche von Tierstudien und Studien über menschlichen Drogenkonsum zeigen auf, dass pures Nikotin nur wenig Abhängigkeitspotenzial hat, Tabakzigarettenrauch jedoch ein sehr hohes Suchtpotenzial aufweist. Nikotin hat in Verbindung mit anderen Stoffen im Tabakrauch ein extrem hohes Abhängigkeitspotenzial und kann sehr schnell zu einem abhängigen Verhalten führen. Laut einem im Jahr 2007 veröffentlichten Papier von D. Nutt u. a. liegt das Abhängigkeitspotenzial von Tabakrauch zwischen Alkohol und Kokain. Genauer gesagt, liegt das physische Abhängigkeitspotential bei dem von Alkohol bzw. Barbituraten und das psychische Abhängigkeitspotenzial bei dem von Kokain. Das Abhängigkeitspotenzial von oral aufgenommenem Nikotin ist deutlich geringer, Pflaster haben fast kein Abhängigkeitspotenzial.
Die Rückfallwahrscheinlichkeit bei Rauchern, die ohne Hilfsmittel mit dem Tabakkonsum aufhören, liegt bei 97 % innerhalb von sechs Monaten nach dem Rauchstopp. Bis 2012 ging man davon aus, dass Nikotinersatzpräparate bei korrekter Dosierung und weiterer fachlicher Anleitung die Erfolgschancen um 3 % steigern können. Eine neuere Studie von 2012 besagt, dass die Rückfallraten bei denen, die Nikotinersatzpräparate zum Aufhören verwendet haben, genau so hoch war wie derer, die ohne Hilfsmittel aufgehört haben.
Vor allem ist von Bedeutung, dass Nikotin, in Verbindung mit anderen Stoffen im Tabakrauch, unterschwellig das Verlangen nach einem Tabakerzeugnis erzeugt und durch das immer kürzer werdende gewöhnungsbedingte Reiz-Reaktions-Intervall eine immer stärker ausgeprägte Abhängigkeit in Form von erhöhtem Tabakkonsum entsteht.
Man weiß heute, dass bereits nach drei Wochen Abstinenz keine messbare Veränderung der Acetylcholinrezeptoren mehr vorhanden ist – diese sich also wieder auf Normal-Niveau eingestellt haben. Während dieser Zeit kann es zu Unruhe und Gereiztheit bis hin zu Aggressivität sowie zu Depressionen kommen. Das Nikotin selbst ist zu diesem Zeitpunkt schon längst nicht mehr im Gehirn nachweisbar (bis max. drei Tage nach Beendigung des Nikotinkonsums).
Folglich kann man ein Abhängigkeitspotential konstatieren, welches eher unbewusst, d. h. im unreflektierten Alltag, seine stärkste Ausprägung findet. In Entzugsphasen tritt es dadurch zum Vorschein, dass diese unbewussten Anteile nun bewusst durch den Entziehenden verarbeitet werden.
Im Ergebnis ist festzustellen, dass während des Entzugs weniger die Abhängigkeit von der vom Tabakrauch erzeugten Wirkung von Bedeutung ist, was viele gescheiterte Therapien mit Nicotinsubstituten zeigen, sondern vielmehr der durch die nikotinerge Stimulation des Nucleus accumbens induzierte Lernprozess. In geeigneter Weise kann dieser Lernprozess nur durch starke Selbstmotivation oder professionelle Verhaltenstherapien beeinflusst bzw. umgekehrt werden. Nikotinersatz oder Medikamente können den Entzug unterstützen.
Allgemeines
Die psychische Abhängigkeit durch eingeprägte Verhaltensmuster, die sich im Laufe einer „Drogenkarriere“ entwickeln, kann nach dem Entzug auch nach Jahren noch vorhanden sein.

### Multipler Substanzgebrauch
Eine Störung durch multiplen Substanzgebrauch liegt laut ICD-10 (F19.-) vor, wenn die Substanzaufnahme chaotisch und wahllos verläuft, oder wenn Bestandteile verschiedener Substanzen untrennbar vermischt sind.

## Theorien zur Entstehung des Abhängigkeitssyndroms
Abhängigkeit ist das Ergebnis eines multikausalen Prozesses, bei dem biologische und soziale Faktoren zusammenwirken.

### Genetische Disposition
Die Wahrscheinlichkeit einer Suchterkrankung wird auch durch bestimmte Varianten in den Erbanlagen mit beeinflusst. Allerdings gibt es bis heute (2018) immer noch eine große Lücke zwischen den im Einzelnen sehr kleinen Effekten von diesbezüglichen genetischen Abweichungen und dem bekannten Ausmaß tatsächlicher erblicher Beeinflussung. Gleichwohl gibt es bereits sehr konkrete Ergebnisse im Bereich Nikotin, Opioiden, Alkohol, Cannabis und Kokain. Untersuchungsmethoden auf diesem Gebiet sind Familienstudien, Adoptionsstudien, Zwillingsstudien, Kandidatengen-Findung, genomweite Assoziationsstudien und die Analyse von Copy Number Variants (CNV) bei bestimmten Chromosomen-Abschnitten.

### Neurobiologische Wirkmechanismen

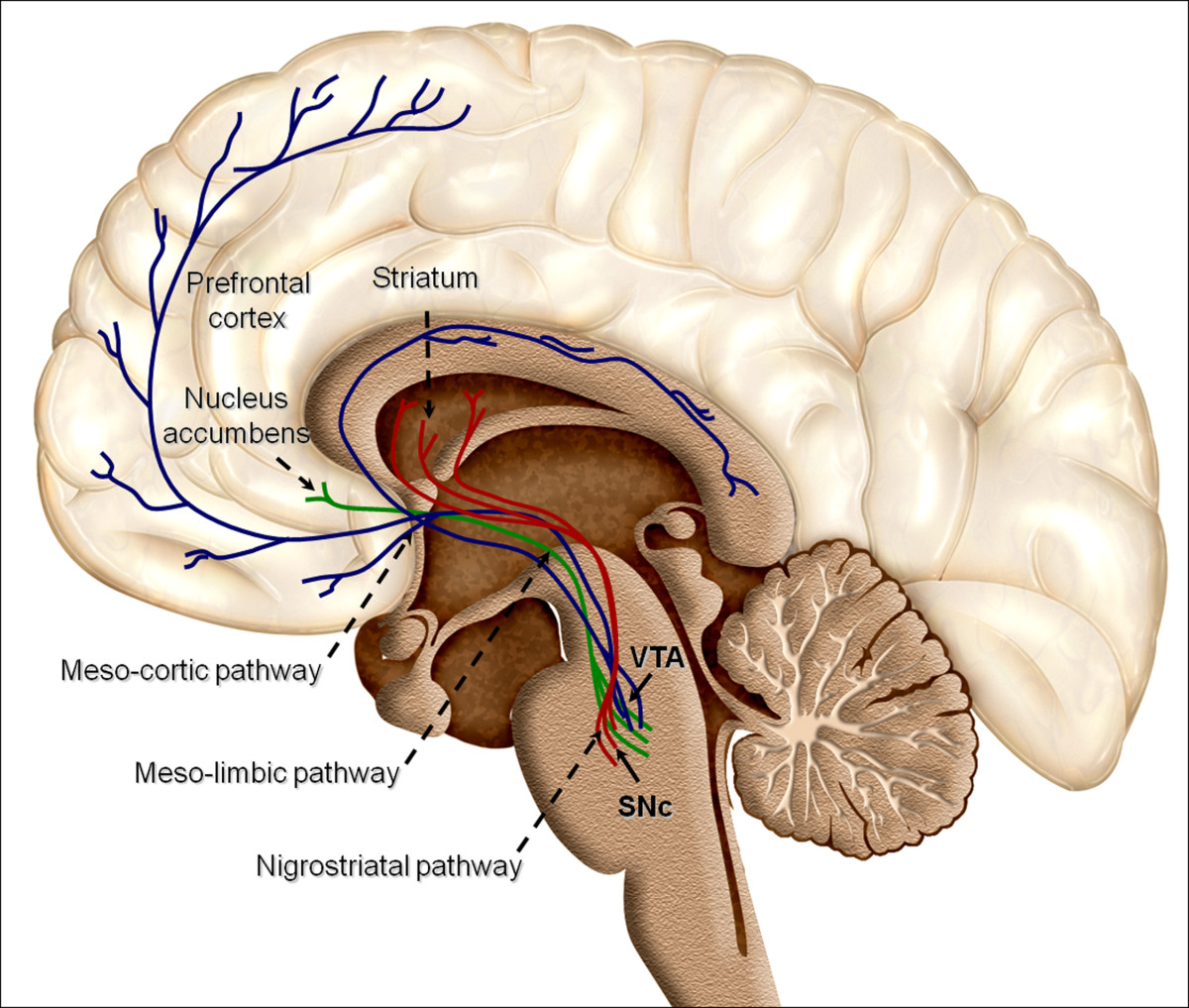
Übersicht über das Belohnungssystem des menschlichen Gehirns, dessen krankhafte Sensitivierung bei der Entstehung von Abhängigkeit eine zentrale Rolle spielt. Der Kern des Systems ist der grün markierte Signalverkehr von der Area tegmentalis ventralis (VTA) zum Nucleus accumbens.

Das Entstehen einer Abhängigkeit ist neurobiologisch gesehen eine krankhafte (pathologische) Form eines eigentlich nützlichen, biologischen Lernvorgangs, der Sensitivierung genannt wird. Auf den Oberflächen und im Innern von Nervenzellen bewirkt eine psychoaktive Substanz Veränderungen, die das zukünftige Verlangen nach einem erneuten Konsum dieser Substanz verstärken. Diese Sensitivierung des Verlangens hält in der Regel auch noch lange nach einem Entzug an und verursacht deshalb ein erhöhtes Risiko für einen Rückfall. Das angestrebte Gefühl (Euphorie) wird im Gegensatz zum Verlangen nicht verstärkt, sondern schwächt sich ab (Toleranzentwicklung).
Auf zellulärer und molekularer Ebene wird die Sensitivierung durch Veränderungen in Neurochemie, Neurophysiologie, Neuroanatomie und Genexpression verursacht. Dabei kann bereits ein einmaliger Gebrauch einer Substanz zu lange anhaltenden Veränderungen in der Signalübertragung von Nervenzellen führen. Die weitreichendsten Veränderungen passieren während der Entwicklungsphasen des Gehirns, am extremsten während der vorgeburtlichen (pränatalen) Entwicklung.
In zwei Übersichtsarbeiten (Reviews) von 2016 wird Abhängigkeit als ein Zusammenhang von drei Krankheits-Komplexen beschrieben, die jeweils bestimmten Veränderungen in bestimmten Netzwerken des Gehirns zugeordnet werden. Es sind dies die Komplexe (1) krankhaftes Verlangen (Sucht), (2) krankhafte Entzugserscheinungen und (3) krankhafte Erwartungshaltungen. In einer nachfolgenden Übersichtsarbeit von 2018 wurde beschrieben, dass dieses Modell – mit kleinen Abweichungen – auch für den Missbrauch von Cannabis zutreffend ist.

### Kreuzsensitivierung von Substanzen
In vielen Untersuchungen zeigte sich, dass der wiederholte Konsum einer Substanz nicht nur die Empfindlichkeit für diese Substanz erhöhen kann (Sensitivierung), sondern auch die Empfindlichkeit für andere psychoaktive Substanzen. Diesen Vorgang bezeichnet man als Kreuzsensitivierung.
In Tierversuchen kann – im Vergleich zu klinischen Studien – relativ einfach festgestellt werden, ob der Konsum einer Droge die spätere Attraktivität einer anderen Droge erhöht. Zum Beispiel erhöhte Cannabiskonsum bei Tieren die Abhängigkeit von Heroin, Morphin und auch Nikotin in Folgeexperimenten. Es wurden auch direkte Anzeichen dafür gefunden, dass der Mechanismus der Prägung in einer andauernden Veränderung des Belohnungssystems des Gehirns besteht. Die Übertragbarkeit dieser Ergebnisse auf den Menschen ist in mehreren Übersichtsarbeiten herausgestellt worden.

### Epidemiologische Ergebnisse
Denise Kandel, Professorin für soziomedizinische Wissenschaften in der Psychiatrie an der Columbia-Universität und Leiterin der Abteilung Epidemiologie von Substanzmissbrauch am New York State Psychiatric Institute, und Kollegen veröffentlichten seit 1975 die Ergebnisse mehrerer Studien zur zeitlichen Abfolge des Erstgebrauchs von Drogen. Es wurde beobachtet, dass die Reihenfolge des Erstkonsums verschiedener Drogen nicht zufällig ist, sondern Trends aufweist. Durch die etablierte Technik der  Längsschnittstudie ließen sich diese Trends präzise beschreiben, und zwar durch die Angabe von Wahrscheinlichkeiten.
Eine Metaanalyse von 2018  kam zu dem Ergebnis, dass der Gebrauch von E-Zigaretten die Wahrscheinlichkeit einer späteren Anwendung herkömmlicher Tabak-Zigaretten deutlich erhöht:

„Es liegen starke empirische Belege [Hervorhebung im Original] vor, dass der Gebrauch von E-Zigaretten bei Jugendlichen und jungen Erwachsenen das Risiko erhöht, jemals brennbare Tabakzigaretten zu verwenden.“

Dies wurde von den Autoren unter anderem damit in Zusammenhang gebracht, dass die bekannte Sensitivierung des Gehirns durch das Nikotin der E-Zigaretten – insbesondere bei Heranwachsenden – zu einer erhöhten Wahrscheinlichkeit weiteren Nikotinkonsums führt.

### Psychologische Bedingungen
Abhängigkeit beinhaltet eine Beeinträchtigung von Wahrnehmung, Risikoabschätzung und Kontrolle des eigenen Verhaltens. Die Wahrscheinlichkeit automatischen Verhaltens im Zusammenhang mit Substanzgebrauch ist erhöht. Die Möglichkeit, zwischen verschiedenen Entscheidungen zu wählen, ist somit zwar oft erschwert, aber keineswegs vollständig verloren.

## Komorbidität
Neben dem Abhängigkeitssyndrom kann es eine Reihe von Begleit- oder Grunderkrankungen geben.

### Psychische Komorbidität
Psychische Störungen können einem Abhängigkeitssyndrom vorausgehen. Mögliche Begleitkrankheiten können z. B. Angststörungen, Depression, ADHS, Anpassungsstörungen, Persönlichkeitsstörungen oder Psychosen sein. Die genannten psychischen Störungen können ebenso Folge eines Abhängigkeitssyndroms sein. Im Fall einer Psychose ist der Begriff Drogenpsychose geläufig. Auch soziale Isolation kann einem Abhängigkeitssyndrom vorausgehen oder Folge davon sein.
Die Folgen des Abhängigkeitssyndroms hängen wesentlich ab von der psychotropen Substanz, zu der die Abhängigkeit besteht.
Die Orientierung auf die Sucht nimmt im Leben der Betroffenen einen immer größeren Raum ein. Die Aufmerksamkeit der Konsumierenden wird oft zunehmend auf Konsum und Beschaffung der psychoaktiven Substanz und das anschließende Verweilen im Rauschzustand verlagert. Andere Aktivitäten, Interessen und Verpflichtungen werden teilweise vernachlässigt. Die Persönlichkeit, oder die Persönlichkeitsentwicklung, kann erheblich beeinträchtigt werden. Zusätzlich besteht die Gefahr von Beschaffungskriminalität.

### Physische Komorbidität
Verschiedene Krankheiten können einem Abhängigkeitssyndrom vorausgehen. Dies gilt zum Beispiel für Krankheiten oder nach Operationen bei Gabe bestimmter Schmerzmittel, insbesondere opiathaltigen. Viele Erkrankungen sind jedoch erst die Folge eines Abhängigkeitssyndroms.

## Prävention und Therapie

### Prävention
Neuere Ansätze zur Drogenprävention setzen weniger auf Abschreckung, d. h. die Betonung der oft organismusschädigenden Eigenschaften, sondern vermehrt auf Aufklärung. Abschreckung hatte auf die Zielgruppen häufig nicht die erwartete Wirkung. Aufklärung wird neben der meist auf Repression ausgerichteten Drogenpolitik zusätzlich eingesetzt.
Ziel der Aufklärung ist es, Wissen um die Wirkung einer Substanz zu vermitteln. Dies betrifft sowohl die zu erwartenden angenehmen Wirkungen bzw. unerwünschten Nebenerscheinungen, als auch die möglichen sozialen und gesundheitlichen Schäden. Dieses Wissen soll es dann ermöglichen, eine eigene Entscheidung zu treffen. Da nicht davon ausgegangen wird, dass diese Entscheidung in jedem Fall gegen den Konsum ausfällt, soll zu einem kontrollierten bzw. ungefährlichem Umgang, wie beispielsweise der Vermeidung vom Mischkonsum, angeregt werden.
Ziel der Prävention soll es sein, auf die Stärkung der Persönlichkeit und das Aufzeigen von Alternativen zum Substanzkonsum hinzuwirken. Diese Alternativen sollten für die potentiellen Konsumierenden erlebbar sein – beispielsweise die Erfahrung, dass man sich nach ein zwei Stunden „Auspowern“ mindestens ebenso „relaxed“ fühlt wie durch den Konsum von Cannabis.
Prävention und substanzspezifische Aufklärung sollen so früh wie möglich beginnen, da der erste Kontakt mit Drogen häufig in der Adoleszenz stattfindet.

### Therapie
Eine  traditionelle Drogentherapie bei einem Abhängigkeitssyndrom hat den dauerhaften Verzicht (Abstinenz) auf die abhängigkeitserzeugende Substanz zum Ziel. Grundsätzlich kann die Therapie folgende Punkte umfassen:
1. Entzug der abhängig machenden Substanz (manchmal als „Entgiftung“ bezeichnet)
2. Substitution durch eine Substanz ohne oder mit geringerer Schadwirkung
3. psychotherapeutische Behandlung (Kurzzeitinterventionen, v. a. Langzeitentwöhnung)
4. Aufenthalt in einer Fachklinik
5. Physiotherapie
6. Mitarbeit in Selbsthilfegruppe
7. Mitbehandlung der Angehörigen/Bezugspersonen; siehe auch: Co-Abhängigkeit

In der Behandlung Opiatabhängiger kann die (manchmal dauerhafte) Verabreichung eines Ersatzstoffes im Rahmen einer Substitutionstherapie zu einer deutlichen Schadensbegrenzung (engl.: harm reduction) führen. Dabei wird die Forderung nach Abstinenz als alleiniges Behandlungsziel aufgegeben, bzw. jeweils im Einzelfall (und eventuell immer wieder neu) entschieden. Die Wirksamkeit einer Dauersubstitution ist überzeugend belegt und wird auch vom Gesetzgeber anerkannt. Es werden auch Medikamente entwickelt, die nicht als Substitution zu betrachten sind, sondern die Abhängigkeitssymptome gezielt bekämpfen sollen, z. B. Clofenciclan.
Die Behandlung von Abhängigkeiten hat sich zu einem Spezialgebiet der Medizin entwickelt, das heute zunehmend auch auf Erkenntnissen der Neurobiologie aufbaut und ein ganzes Spektrum an therapeutischen Verfahren anbieten kann. Auch pädagogische Maßnahmen können Teil einer Therapie sein, insbesondere bei Jugendlichen.

## Überholte Vorstellungen
Der Ausdruck „psychische Abhängigkeit“ hat seinen Ursprung in der Beobachtung, dass ein Abhängigkeitssyndrom manchmal in erster Linie durch negative Gefühle (Emotionen), wie Depression oder Angst, erlebt wird. Von „physischer Abhängigkeit“ sprach man in diesem Zusammenhang, wenn zusätzlich vegetative Störungen auftraten, wie Unruhe oder Kreislaufstörungen.
Seit der zunehmenden Beschreibung von Veränderungen im Gehirn im Zusammenhang mit Abhängigkeitssyndromen sind seit den 1990er Jahren durch bildgebende Verfahren die Unterschiede zwischen sogenannten psychischen und physischen Effekten überflüssig geworden. Die beobachteten Veränderungen im Gehirn betreffen beide Arten von Effekten gleichermaßen. In der Wissenschaft steht diese Unterscheidung seitdem nicht mehr im Vordergrund. Der letzte in PubMed gelistete Übersichtsartikel (Review) von westlichen Autoren mit „psychological dependence“ im Titel erschien 1990.

## AWMF-Leitlinien
Leitlinien der Arbeitsgemeinschaft der Wissenschaftlichen Medizinischen Fachgesellschaften:
- S3-Leitlinie: Metamphetamin-bezogene Störungen (Stand 2016)
- S3-Leitlinie: „Screening, Diagnose und Behandlung alkoholbezogener Störungen“ (Stand: 2015)
- S3-Leitlinie: „Screening, Diagnostik und Behandlung des schädlichen und abhängigen Tabakkonsums“ (Stand: 2015)
- S2-Leitlinie: Psychische und Verhaltensstörungen durch Kokain, Amphetamine, Ecstasy und Halluzinogene, AWMF-Registernummer 076/007 (online: Volltext (Memento vom 2. Januar 2005 im Internet Archive)), Stand 10/2004
- Medikamentenabhängigkeit. (Memento vom 4. Februar 2010 im Internet Archive) Uni Düsseldorf

### Allgemein
- Klaus Behrendt, Markus Backmund, Jens Reimer (verantwortlich für den Inhalt): Drogenabhängigkeit (= Suchtmedizinische Reihe. Band 4). 4. Auflage. Deutsche Hauptstelle für Suchtfragen e. V., Hamm 2016, ISBN 978-3-937587-03-5 (dhs.de [PDF; 2,3 MB]).
- Stefan Böhm: Suchtmittel. In: Michael Freissmuth u. a.: Pharmakologie und Toxikologie: Von den molekularen Grundlagen zur Pharmakotherapie. Springer, Berlin 2016, ISBN 978-3-662-46689-6, S. 327–336 (eingeschränkte Vorschau in der Google-Buchsuche).
- Andreas Heinz, Anil Batra, Norbert Scherbaum, Euphrosyne Gouzoulis-Mayfrank: Neurobiologie der Abhängigkeit. Grundlagen und Konsequenzen für Diagnose und Therapie von Suchterkrankungen. Kohlhammer, Stuttgart 2012, ISBN 978-3-17-021474-3.
- Steven B. Karch (Hrsg.): Addiction and the Medical Complications of Drug Abuse, CRC Press, London 2008, ISBN 978-1-4200-5444-6 (Vorschau Google Books).
- George F. Koob, Michael A. Arends, Michel Le Moal: Drugs, addiction, and the brain. Academic Press, Oxford 2014, ISBN 978-0-12-386959-3 (Vorschau Google Books).
- Victor R. Preedy: Neuropathology of Drug Addictions and Substance Misuse. Volume 1: Foundations of Understanding, Tobacco, Alcohol, Cannabinoids and Opioids. Academic Press, London 2016, ISBN 978-0-12-800376-3 (Vorschau Google Books).
- Michael Soyka u. a.: Suchtmedizin. Elsevier, München 2019, ISBN 978-3-437-17051-5 (eingeschränkte Vorschau in der Google-Buchsuche).
- Felix Tretter (Hrsg.): Suchtmedizin kompakt: Suchtkrankheiten in Klinik und Praxis – Griffbereit. 3., aktualisierte und erweiterte Auflage. Schattauer Verlag, Stuttgart 2017, ISBN 978-3-7945-3162-2 (Vorschau Google Books).
- Jens Ullrich: Sucht, Abhängigkeit und schädlicher Gebrauch. In: Maximilian von Heyden, Henrik Jungaberle, Tomislav Majić (Hrsg.): Handbuch Psychoaktive Substanzen. Springer, Berlin 2018, ISBN 978-3-642-55125-3, S. 207–215 (Vorschau Google Books).

### Ratgeber
- Karin Elsesser, Gudrun Sartory: Ratgeber Medikamentenabhängigkeit. Informationen für Betroffene und Angehörige. Hogrefe Verlag, Göttingen 2005, ISBN 978-3-8444-1767-8 (Vorschau Google Books).
- Karl-Ludwig Täschner, Benedikt Bloching, Gerhard Bühringer, Gerhard A. Wiesbeck: Therapie der Drogenabhängigkeit. 2., vollständig überarbeitete und erweiterte Auflage. Kohlhammer Verlag, Stuttgart 2010, ISBN 978-3-17-026593-6, (Vorschau Google Books).
- Maree Teesson, Louisa Degenhardt, Wayne Hall: Suchtmittel und Abhängigkeit: Formen – Wirkung – Interventionen. Huber Verlag, Bern 2008, ISBN 978-3-456-84476-3.

### Geschichte
- Claudia Wiesemann: Die heimliche Krankheit. Eine Geschichte des Suchtbegriffs (= Medizin und Philosophie. Band 4). Frommann-Holzboog, Stuttgart 2000, ISBN 3-7728-2000-X.
- J. Olds, P. Milner: Positive reinforcement produced by electrical stimulation of septal area and other regions of rat brain. In: Journal of comparative and physiological psychology. Band 47, Nummer 6, Dezember 1954, S. 419–427, PMID 13233369.